# Leros
Leros (em grego:   Λέρος, em italiano:  Lèro, em turco:  İleriye) é uma ilha do arquipélago do Dodecaneso, Grécia, no sul do mar Egeu. 

## História
Os seus primeiros habitantes, os cários, foram exterminados pelos cretenses e pelos jónios. A ilha foi refúgio de piratas até os cavaleiros da Ordem de São João de Jerusalém e os bizantinos disputarem o seu domínio em 1319, resultando vencedores os primeiros. 
Em 1912, aquando da Guerra Ítalo-Turca, a ilha (juntamente com outras ilhas do Dodecaneso), ficou sob controlo do Reino de Itália, como parte das Ilhas Italianas do Egeu.

## Geografia
Leros é uma ilha com 55 km2. Os seus portos principais são Lakki para os ferrys (na costa oeste) e Agia Marina para os hovercrafts (costa este). A cidade principal, Platonos (Πλατονος), tem um magnífica fortaleza bizantina recentemente restaurada na qual se encontra a Igreja de Panagia (Todos-os-Santos). As outras cidades são Jerokambos e Parzéni.

## Economia
A maioria dos habitantes da ilha de Leros vive da pesca de esponjas.
A ilha é ligada ao resto da Grécia por um serviço de ferry-boat e por um aeroporto, com dois voos diários para Atenas.

## Turismo
A ilha é frequentada por um grupo de intelectuais europeus, entre os quais o francês Bernard-Henri Lévy e o belga Patrick De Deken.